# Буренина-Петрова, Ольга Дмитриевна
О́льга Дми́триевна Буре́нина-Петро́ва — российский литературовед, лингвист, культуролог. Доктор филологических наук (2005), научный сотрудник Института славистики Цюрихского университета.

## Биография
В детстве жила с родителями в Кабуле (Афганистан), где в том числе наблюдала уличный цирк. Детские впечатления о цирке стали импульсом к созданию книги «Цирк в пространстве культуры», которую Ольга Буренина-Петрова писала семь лет.
В 1993 году защитила диссертацию на соискание учёной степени кандидата филологических наук на тему «Номинативные предложения в поэзии русского символизма».
В 2005 году защитила диссертацию на соискание учёной степени доктора филологических наук на тему «Символистский абсурд и его традиции в русской литературе и культуре первой половины XX века».
Научный сотрудник Института славистики Цюрихского университета.

### Семья
- Прадед — Николай Андреевич Буренин-Петров (1862—?), учитель арифметики и геометрии в Верхнеуральском Александровском высшем начальном училище. Создатель Буренина сада в Верхнеуральске[7].